# Чуварлеи
Чуварле́и (чув. Чуварлей; распространено также написание Чуварлей) — село Алатырского района Чувашской Республики России. Административный центр Чуварлейского сельского поселения.

## Географическое положение
Располагается к северо-западу от районного центра Алатыря, являясь его пригородом. К востоку от села располагается деревня Ялушево. Через село проходит региональная автодорога 97К-001 Чебоксары — Сурское. Чуварлеи стоят на левом берегу реки Алатырь. К северу от села находится памятник природы Чуварлейский бор.

## Название
Название происходит от мордовского (мокшанского) «шуварлей» — песчаная река. По преданию, село было основано выходцами из тамбовских и курских земель.

## История
Село существовало уже в начале XVII века в составе вотчины Алатырского Свято-Троицкого монастыря. В то время деревня носила название Троицкая или Подгородная. Вышла из владений монастыря в 1764 году, тогда за ней закрепилось название Чуварлеи. 
В 1685 году упоминается, как деревня Чюварлей, ясашной мордвы.
В 1780 году, при создании Симбирского наместничества, село Яковлевское Подгородное и Чуварлей тож вошло в состав Алатырского уезда.
В 1832 году на средства прихожан в Чуварлеях была сооружён каменный храм. Престолов в нём три: главный — во имя св. Апостола Иакова Алфеева и в пределах: в честь Введения во храм Пресвятые Богородицы и во имя свв. мучеников Бориса и Глеба. 
В 1859 году село Чуварлей входило в 1-й стан Алатырского уезда Симбирской губернии.
В 1863 году село Чуварлей вошло в состав Алатырской волости.
В 1918-1919 годах вблизи Чуварлей построен противотуберкулёзный санаторий. 
В 1930 году в селе открыт колхоз «Красный Порт», в 1935 году он переименован в «Стахановец», в 1957 году объединён с Ялушевским колхозом.

## Население
| 2010 | 2012  |
| ---- | ----- |
| 1186 | ↗1409 |

## Инфраструктура и религия
В селе функционируют школа, детский сад, библиотека, сельский клуб, отделение «Почты России», фельдшерско-акушерский пункт.
Действует православный храм святого апостола Иакова Алфеева. Он построен в 1823 году, является памятником архитектуры местного значения. Была закрыт с 1923 по 1997 годы. С 1994 года велась реставрация храма, находившегося в состоянии руин. В 2009 году была открыта часовня Бориса и Глеба с купальней при источнике Студёный ключ, известном как чудотворный.

## Транспорт
Чуварлеи связаны с Алатырем городским автобусным маршрутом № 2 (это единственный населённый пункт, в который заходят городские маршруты Алатыря). Через село также проходит ряд автобусных маршрутов, следующих по региональной автотрассе.